# Famille de Fooz
 (juillet 2025).
Motif : Seule source non centrée et issue d’un membre de la famille, aucun membre notable
- Archive Wikiwix
- Bing
- Cairn
- DuckDuckGo
- E. Universalis
- Gallica
- Google
- G. Books
- G. News
- G. Scholar
- Persée
- Qwant
- (zh) Baidu
- (ru) Yandex

| 1. | Préciser le motif de la pose du bandeau. | Précisez le motif de la pose du bandeau en utilisant la syntaxe suivante : {{admissibilité à vérifier\|date=août 2025\|motif=remplacez ce texte par le motif}}                       |
| 2. | Informer les utilisateurs concernés.     | Pensez à avertir le créateur de l'article, par exemple, en insérant le code ci-dessous sur sa page de discussion : {{subst:avertissement admissibilité à vérifier\|Famille de Fooz}} |

La famille de Fooz ou Defooz est une ancienne famille de la noblesse de la Principauté de Liège, originaire du village de Fooz, Hesbaye. Elle est l'une des plus anciennes familles nobles du pays de Liège et a pour origine la famille de Dammartin,, elle même originaire de Champagne.

## Histoire
La famille est fondée par Sébastien de Dammartin dit de Hognoul, fils de Breton le Vieux et descendant direct de Helpuin de Montdidier, frère de Hilduin Ier de Montdidier, premier comte de Montdidier.

Le fils de ce premier est la première personne à porter le nom de de Fooz.

### Guerre des Awans et des Waroux
Au XIIIe siècle, les de Fooz participent à la guerre opposant les Awans et les Waroux, deux lignées issues du même ancêtre, Breton le Vieux. 

## Arbre généalogique

### Arbre généalogique de Sébastien de Dammartin
- Helpuin de Montdidier († 993) – Comte d'Arcis
  - Hilduin II de Montdidier – Comte de Montdidier, d'Arcis et seigneur de Ramerupt
    - Manassès de Dammartin († 1037) – Comte de Dammartin et seigneur de Combs-la-Ville, marié à Constance de France ou à Constance de Provence
      - Hugues de Dammartin († 1103) – Comte de Dammartin, seigneur de Bulles et d'Esserent et moine de l'église prieurale de Saint-Leu-d'Esserent
        - Pierre de Dammartin (1075–1106) – Comte de Dammartin
          -  Raes de Dammartin – Comte de Dammartin
            -  Hugues de Lexhy (n. 1117) – Seigneur de Lexhy, de Limont, de Jeneffe, de Fooz, de Waroux et avoué d'Awans.
              -  Breton le Vieux (n. 1140) – Seigneur de Waroux, de Jeneffe et avoué d'Awans.
                - Sébastien "de Hognoul" de Dammartin

### Arbre généalogique des de Fooz
- Sébastien "de Hognoul" de Dammartin – Seigneur de Fooz et échevin de Liège[3]
  - Antoine "Maillet" de Dammartin
  - Renier "de Fyez" de Dammartin – Chevalier
    - Jean de Dammartin – Chanoine de la cathédrale de Liège

  - Crochon "de Viernay" de Dammartin
  -  Sébastien "Lowet de Fooz" de Dammartin († 1282) – Chevalier et écuyer
    - Isabelle Pikar
    - Catherine Pinchar
    - Thonar de Fooz († 1330)
    - Sébastien "Lowet" de Fooz († 1334)
      - Thonar de Fooz († 1375) – Écuyer
        -  Sébastien "Lowet" de Fooz († 1407) – Écuyer
          -  Lowet de Fooz († 1435) – Échevin du ban de Seraing et bourgemestre de Jemeppe-sur-Meuse et Flémalle
            - Franchon de Fooz (1415–1480)
              - Jean de Fooz (1450–1503) – Échevin du ban de Seraing et bourgemestre de Jemeppe-sur-Meuse et Flémalle
                - Hubert de Fooz († 1584)
                  - Léonard de Fooz (1570–1637)
                    - Hubert de Fooz († 1668)
                    - Guillaume de Fooz
                    - Léonard de Fooz
                    - Anne de Fooz
                    - François de Fooz – Sergent forestier à Flémalle-Haute
                      - Catherine Dellestaniot (1615–1693)
                      - Lambert de Fooz (1618–1690) – Bourgeois de Liège et boulanger
                        - Marguerite de Fooz (n. 1655)
                        - François de Fooz (n. 1657)
                        - François de Fooz (n. 1661)
                        - Walter de Fooz (n. 1664)
                        - Léonard de Fooz (n. 1665)
                        - Marie-Françoise de Fooz (n. 1666)
                        - Lambert de Fooz (n. 1668)
                        - Elisabeth de Fooz (n. 1670)
                        - François de Fooz (n. 1675)

                      - Léonard Dieudonné de Fooz (1618–1699) – Avocat à la cour de Liège et prélocuteur des Échevins
                        - Jeanne de Foz (n. 1673)
                        - François Lambert de Foz (n. 1676)
                        - Joachim Joseph de Foz (n. 1678)
                        - Marie Jeanne de Fooz (1679–1693)
                        - Antoine Léonard de Fooz (n. 1682)
                        - Mathieu Joseph de Fooz (n. 1685) – Avocat et bourgermestre de Liège
                          - Catherine Elisabeth Ursule de Fooz (1709–1734)
                          - Marguerite de Fooz (n. 1711)
                          - Wolfgang Ferdinand Conrad de Fooz (1713–1774) – Receveur des Droits de l'État
                            - 12 enfants dont :
                            - Louis Ferdinand de Fooz (n. 1742) – Bourgeois et mambourg de la paroisse de Doische
                            - Jean-Antoine de Fooz (1745–1826) – Premier garde-chasse du duc d'Arenberg et receveur de la connétablie de Hierges

                          - Léonard Denys de Fooz (1715–1715)
                          - Victoire de Fooz (1716–1743)
                          - Arnold Joseph de Fooz (1718–1803) – Notaire
                          - Marie de Fooz (1720–1721)
                          - Joseph de Fooz (n. 1722) – Avocat
                          - Marie-Pascale de Fooz (1724–1753)
                          - Catherine Elisabeth Véronique de Fooz (n. 1726)

                        - Jean-Albert de Fooz (n. 1687)
                        - Marie-Elisabeth de Fooz (n. 1691)

                      - Marie de Crawez († 1699)
                      - François de Fooz

                - Mathieu de Fooz

        - Thonar de Fooz († 1375) – Écuyer
        - Jean de Fooz († 1417) – Écuyer

    - ?
      - Jean "Le vieux" de Fooz – Maïeur
        -  Henri "Loncin" de Fooz – Chainoine puis grand bailli de la cathédrale de Liège

## Blasonnement
Sébastien "Lowet de Fooz" de Dammartin décida d'adopter un blasonnement d'argent au chevron de sable, contrairement à ses aïeux qui avaient un blasonnement de sable au chevron d'argent.

Blason de Sébastien "Lowet de Fooz" de Dammartin